# Bernard Lepetit
Bernard Lepetit (1948 - Paris, 31 de março de 1996) foi um historiador francês, integrante da 4.ª geração da Escola dos Annales.

## Obra
- Chemins de terre et voies d'eau: réseaux de transport et organisation de l'espace en France, 1740-1840, Paris, EHESS, 1984, 148 p.
- Paroisses et communes de France. Dictionnaire d'histoire administrative et démographique. Charente-Maritime (dir. avec J.-P. Bardet et G. Arbellot), vol. XVII, Paris, Éd. du CNRS, 1985, 628 p.
- Atlas de la Révolution française. Routes et communications (dir. avec G. Arbellot), vol. I, Paris, EHESS, 1987, 91 p.
- La Ville et l'innovation. Relais et réseaux de diffusion en Europe,   (dir. avec J. Hoock), Paris, EHESS, 1987, 222 p.
- Armature urbaine et organisation de l'espace dans la France préindustrielle, 1740-1840, Lille, université de Lille III, ANRT, 1988, 3 microfiches.
- Les Villes dans la France moderne (1740-1840), Paris, Albin Michel, 1988, 490 p.
- Temporalités urbaines (dir. avec D. Pumain), Paris, Anthropos, 1993, 316 p.
- The Pre-Industrial Urban System : France 1740-1840 (trad. G. Rodgers), Cambridge, Cambridge University Press/Paris, MSH, 1994, 483 p.
- Atlas de la Révolution française. Population (dir. com M. Sinarellis), vol. VIII, Paris, EHESS, 1995, 93 p.
- Capital Cities and Their Hinterlands in Early Modern Europe (dir. avec P. Clark), Aldershot, Variorum, 1996, 288 p.
- La Città e le sue storie (dir. avec C. Olmo), Turin, Einaudi, 1995, 260 p.
- Les Formes de l'expérience. Une autre histoire sociale (dir.), Paris, Albin Michel, 1995, 337 p. - reed. 2013

A título póstumo:
- L'invention scientifique de la Méditerranée : Égypte, Morée, Algérie (dir. avec M.-N. Bourguet, D. Nordman, M. Sinarellis), Paris, Éditions de l'EHESS, 1998, 325 p.
- Carnet de croquis. Sur la connaissance historique, Paris, Albin Michel, 1999, 316 p.
- La ville des sciences sociales (dir. com Ch. Topalov), Paris, Belin, 2001, 409 p.